# Festival mediteranskog filma Split
Međunarodni festival mediteranskog filma Split (FMFS) šestodnevna je smotra filmova s područja Mediterana koju splitska, ali i hrvatska publika, nema priliku vidjeti u redovnoj kino distribuciji. 
Festival se održava zadnjeg tjedna svibnja u kinoteci Zlatna vrata tijekom dana, a u večernjim satima na otvorenome, u prekrasnom ambijentu ljetnog kina Bačvice, udaljenom svega nekoliko metara od mora.
Glavni natjecateljski program čine dugometražni i kratkometražni filmovi mediteranske regije. Žiri profesionalaca dodjeljuje nagradu Udica festivala najboljem filmu iz obje kategorije. Popratni program festivala sastoji se od tematske retrospektive, dječjeg programa, koncerata, zabave, izložbi te raznih predavanja.

## 1. FMFS
Prvi FMFS održao se od 27. – 31. svibnja 2008. godine i posjetilo ga je više od 6000 filmofila, uz 30 domaćih i stranih gostiju, te više od 50 akreditiranih novinara. 
"Udicu" prvog Festivala mediteranskog filma Split dobio je francuski film "Skafander i leptir" Juliana Schnabela.
Pobjednik kratkometražne konkurencije španjolski je film "Nitbus" u režiji Juanja Gimeneza, a posebno priznanje žirija dodijeljeno je alžirsko-francuskom filmu "Žuta kuća" Amora Hakkara.

## 2. FMFS
Drugi FMFS održao se od 25. – 30. svibnja 2009. godine.

## 3. FMFS
Treći se FMFS održavao 24. – 30. svibnja 2010. godine. Prema odluci festivalskog žirija, u sastavu: Rosalind Galt, Hrvoje Turković i Brian Daniel Willems, pobjednik FMFSa 2010. u konkurenciji dugometražnog filma je "Očnjak" Giorgosa Lanthimosa, a najbolji kratkometražni film ovogodišnje konkurencije je "Tulum" redatelja Dalibora Matanića.
Filmovi su nagrađeni "Udicom", skulpturom čiji je autor Robert Jozić. Po prvi put je predstavljen program FilmInkubator, u kojem su se održavale razne radionice i tečajevi. 
Značajne su bile dječje radionice, pod vodstvom Tonija Mijača i Nere Miočić, koje su se održale u osnovnim školama "Blatine-Škrape" i "Lučac". Na radionicama su djeca snimila svoje filmove:
1. škola "Blatine-Škrape" je snimila igrani film - komediju "Veliko Otvaranje"
2. škola "Lučac je snimila dokumentarni film "Kad su mama i tata bili ja"

## Vanjske poveznice
- Službena stranica FMFS-a